# Aldea Moret
Aldea Moret es un barrio del distrito Sur de la ciudad de Cáceres, situado a 3 kilómetros del centro de la misma. Antes de ser considerado barrio, fue un municipio perteneciente a la provincia de Cáceres. Se encuentra a una altitud de unos 465 metros sobre el nivel del mar, al pie de una loma de baja altura (cerro de Cabeza Rubia, 516 m sobre el nivel del mar). Su extensión aproximada es de 95 hectáreas, y se divide en 4 zonas o barriadas:
- Barriada Minera
- La Abundancia, que incluye la urbanización Cerro de los Pinos
- La Paloma
- Polígono industrial Aldea Moret

## Historia

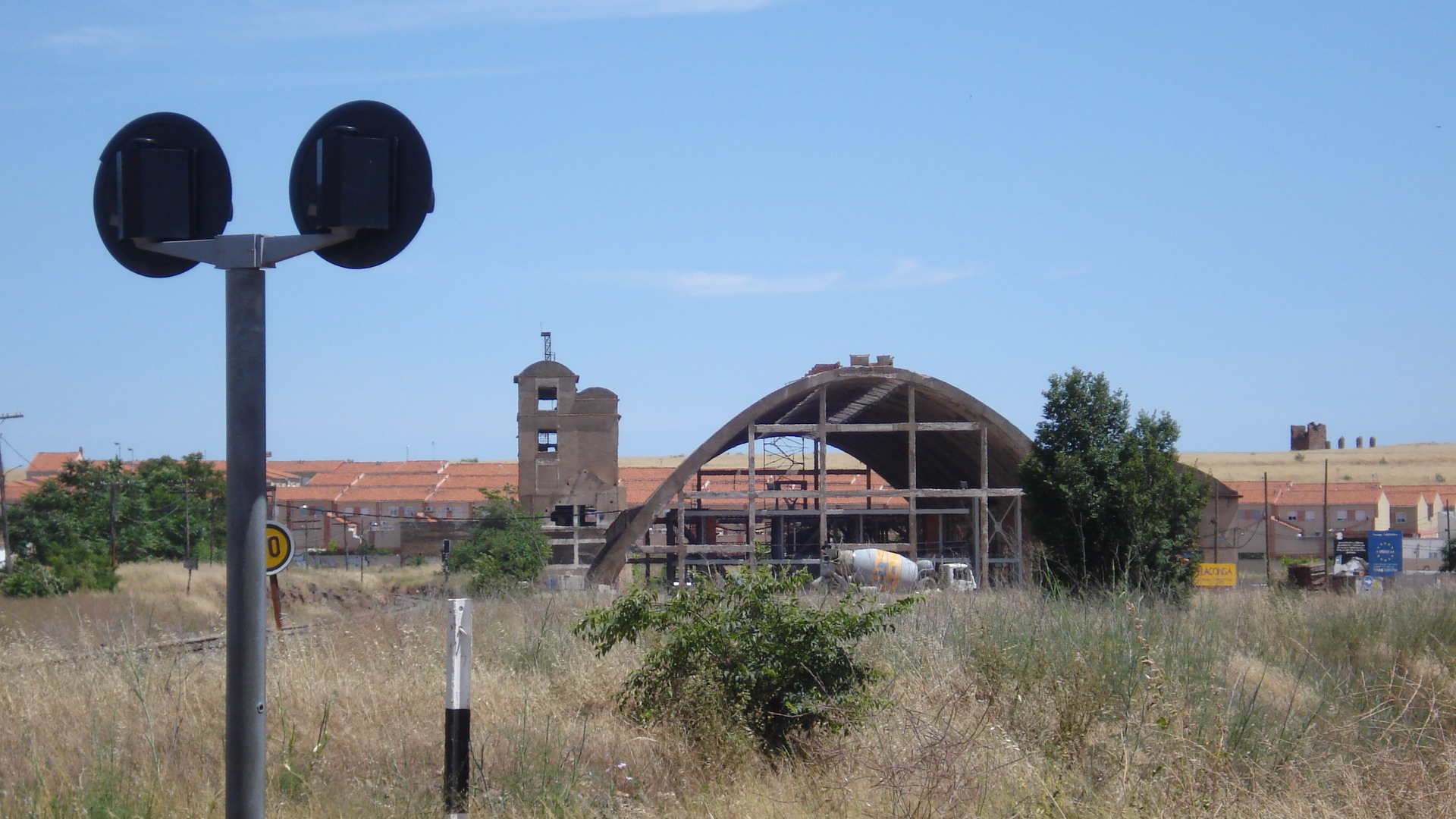
Embarcadero Aldea Moret

Nacido a mediados del siglo XIX tras el descubrimiento de la fosforita, mineral rico en fósforo en el año 1864 por parte del Comisario de Policía Francisco Lorenzo y de Diego Bibiano González, los cuales encontraron una piedra blanca en la falda occidental del cerro de Cabeza Rubia, que resultó ser fosfato de cal con una riqueza del 62%.
Aldea Moret recibió este nombre gracias a Segismundo Moret y Prendergast (político gaditano del partido liberal que fue seis veces ministro con Sagasta y llegó tres veces a la Presidencia del Gobierno), el cual consiguió gracias a su influencia que una rama del ferrocarril llegase hasta la boca de mina, con lo cual la fosforita pudo ser distribuida a todo el país. Con el tiempo este simple asentamiento minero, dirigido en un principio por la empresa "Unión Española de Explosivos" (más tarde "Explosivos Rio Tinto"), se convirtió en un pequeño poblado gracias a su prosperidad económica.
Desde el año 1886 se exportó a países como Inglaterra, Alemania, Francia, Bélgica y Holanda un mineral de acreditada calidad, que llevó a Segismundo Moret a adquirir los derechos del rico coto minero en el año 1876: gracias a su iniciativa e influencia en Madrid se creó el primitivo barrio de Moret y se construyó en 1880 el ferrocarril que enlaza Cáceres con Lisboa, lugar y puerto de embarque de los fosfatos hacia toda Europa.
La mejora de las técnicas extractivas y de procesado permitieron la fabricación de los superfosfatos, de mayor concentración y riqueza en fósforo; para ello se instaló una fábrica de ácido sulfúrico, la cual empleaba las piritas provenientes de Huelva. De los restos de estas piritas se extraía también, como subproducto, cobre de alta pureza que se comercializaba igualmente. 
Al cierre de la fábrica en el año 1963, existían en Aldea Moret una explotación minera de fosfatos (parada desde 1960), dos instalaciones para la elaboración de ácido sulfúrico -con dos baterías de horno-cuba cada una-, una planta para la obtención de cobre en cáscara y electrolítico y un almacén de fosfatos con cintas móviles de transporte.
En el momento de máxima extracción se encontraban en producción las siguientes minas: Perla de Cáceres, La Esmeralda, San Salvador, María Estuardo, Abundancia, Labradora, Imposible, Casualidad, Agricultora, San Eugenio, San Salvador, Estrella, Eloisa, Productora, Esperanza y Carvajala, totalizando 12 pozos de extracción de mineral y 119 construcciones anexas.
Con el descubrimiento de los fosfatos en el Sáhara español y norte de África, de menor precio y mayor competitividad por la abundancia de mano de obra, la actividad minera de la zona fue disminuyendo paulatinamente hasta desaparecer por completo en los años 70 del pasado siglo XX. La maquinaria fue desguazada, achatarrada y finalmente, en los años 70 del pasado siglo, vendida al peso después de permanecer a la intemperies casi un decenio.
Actualmente se está trabajando en la recuperación de algunas instalaciones del poblado minero, destinada a ser una nueva zona de ocio de la ciudad (Programa URBAN-CALERIZO). Dicho poblado está protegido como modelo de diseño de la arquitectura minera y será integrado, tras su adecentamiento, en las nuevas promociones de viviendas que se están construyendo actualmente y que darán alojamiento a unas 2000 familias (Residencial Sierra de San Pedro).
También se está recuperando los Cantes de Minas característicos de Aldea Moret a través del "Festival de Flamenco de las Minas de Aldea  Moret"  y los trabajos y cantes de la cantaora y musicóloga Raquel Cantero, hija del también cantaor Eugenio Cantero, natural Aldea Moret.

## Límites
El barrio de Aldea Moret se encuentra limitado por la avenida Juan Pablo II y por las vías del FF.CC.

## Transportes
Pasan dos líneas de autobús: 
- La  (Aldea Moret - Plaza Obispo Galarza), la cual tiene paradas en: Av. de la Constitución, Av. Río Tíber, C/ Río Ródano, barriada Cerro de los Pinos, calle del Río Vístula, calle de Jesús Nazareno.
- La  (Cáceres El Viejo - Sierra de San Pedro), que tiene parada en la Av. de la Constitución.

## Demografía e infraestructura
El asentamiento en la zona del Calerizo, impuesto por el descubrimiento de fosforita, fue creciendo conforme se abrían nuevas explotaciones. En la tabla siguiente se observa el incremento de población y su posterior descenso tras el abandono de las minas, volviendo casi a triplicarse actualmente con el crecimiento urbanístico de la ciudad de Cáceres:
| Año        | 1880 | 1898 | 1910 | 1925 | 1940 | 1950  | 1960  | 1975  | 2007  | 2009  | 2015  |
| ---------- | ---- | ---- | ---- | ---- | ---- | ----- | ----- | ----- | ----- | ----- | ----- |
| Habitantes | 340  | 213  | 571  | 798  | 907  | 2.345 | 3.603 | 3.335 | 9.635 | 7.786 | 5.559 |

Aldea Moret llegó a contar con su propio ayuntamiento, fundándose la parroquia en el año 1880, si bien hasta 1886 no se terminó de construir la capilla, situada en el barrio primitivo de Santa Lucía y dedicada a San Esteban. Debido al incremento poblacional, Aldea Moret ha tenido cuatro zonas importante de crecimiento.
- Santa Lucía: Asentamiento primitivo (casas de los trabajadores, con la iglesia de San Esteban) entre los años 1870 y 1900.
- La Abundancia: establecida entre los años 1865 y 1930.
- Aldea Moret: Con el ayuntamiento situado en la plaza de España. Entre 1931 y 1950.
- La Paloma: Más próxima al centro de Cáceres, construida entre los años 1958 y 1972.

En el año 1880 se terminó de construir la vía férrea de Madrid a Portugal, uniéndola en Arroyo del Puerco (hoy Arroyo de la Luz) con una prolongación hasta Cáceres que pasaba por Aldea Moret. En 1920 se proyectó construir una nueva estación que se terminó en el año 1.927 entre la bifurcación. 
En el año 1958, y patrocinado por la Diputación Provincial, se puebla el barrio de “La Paloma”, edificado en la falda oriental del cerro de “Cabeza Rubia”.
En el año 1965, la Caja de Ahorros de Cáceres adquirió a la Unión Española de Explosivos (U.E.E.) unos terrenos situados paralelo a la vía, en los que se asentaba la antigua residencia de ingenieros, a los que convirtió en el colegio PROA, destinado a la recuperación de niños con bajo coeficiente intelectual.
En ese mismo año comienzan a instalarse las diversas industrias en el denominado "Polígono industrial de Aldea Moret"
En el año 1971 se edifican a continuación de “Las Palomas” los grupos de viviendas “Onésimo Redondo” y “La Abundancia”. Al año siguiente (1972) se aprueba el Plan General de Ordenación Urbana para Aldea Moret, dotándose de alcantarillado, abastecimiento de aguas y acerados las calles de la barriada nueva.
Desde entonces la barriada ha experimentado un crecimiento ordenado, tanto en viviendas como en dotación de servicios.
A fecha de 1 de enero de 2015, Aldea Moret cuenta con una población de 5.559 habitantes, siendo La Paloma la segunda zona de la ciudad que más población pierde en 2015. A continuación, se muestra una tabla con la evolución de la población, de 2012 a 2015:
| Año                             | 2012 | 2013 | 2014 | 2015 |
| ------------------------------- | ---- | ---- | ---- | ---- |
| Barriada Minera                 | 731  | 744  | 733  | 715  |
| La Abundancia                   | 3085 | 3052 | 2998 | 2992 |
| La Paloma                       | 2021 | 1942 | 1915 | 1842 |
| Polígono industrial Aldea Moret | 17   | 15   | 12   | 10   |
| Total                           | 5854 | 5753 | 5658 | 5559 |

## Lugares de interés
En la actualidad conserva una de sus instalaciones mineras (mina Abundancia) como "Centro de Interpretación de la Minería", museo y exposición permanente de la actividad minera de la zona.
En este pequeño poblado destaca la iglesia, de mediados-finales del siglo XIX y con una única nave, así como un observatorio astronómico privado (Observatorio Astronómico Norba Caesarina, Código Centro de Planetas Menores: Z71) dedicado a realizar fotometría CCD en banda V y astrometría de asteroides y cometas.
Alrededor del poblado aparecen, la mayor parte de ellas en ruinas, distintas torres con tornos aéreos desde las cuales se descendía a las minas; en la actualidad ya no es posible descender a ninguna de estas explotaciones: el abandono durante años ha elevado el nivel freático, inundando la mayor parte de las galerías y pozos.
Saliendo de Aldea Moret y caminando en dirección a Badajoz puede verse, a escasos 200 metros de la carretera  N-523 , una torre muy derruida (yacimiento arqueológico del "Cuarto Roble") que queda a la izquierda del caminante: son los restos de una torre de vigilancia árabe construida sobre los restos de una "turris" romana (de la cual pueden apreciarse todavía dos hiladas de sillares cuadrados), la cual tenía como misión defender una extensa villa romana asentada en dicha zona. En los alrededores pueden verse restos de tejas romanas (tegulae) así como algunas vasijas (terra sigillata). Esta villa está sin excavar. Una pequeña colina cercana (511 m de altitud) recibe el nombre de "Cerro de los Romanos": entre ella y la torre se extendían los campos de cultivo y la villa romana.
Una segunda torre (yacimiento arqueológico "El Junquillo") puede estudiarse a las afueras de la población en dirección oeste, junto a la vía del ferrocarril Cáceres-Lisboa (km 335,600), no lejos del "Centro de Interpretación de la Minería": no está claro el por qué de su ubicación dado que cerca no hay caminos o villas para proteger; en la actualidad sólo quedan en pie una o dos hiladas de sillares de piedra labrada unidas con argamasa de cal y abundantes restos de tejas y ladrillos árabes en derredor.

Situación de Aldea Moret

## Callejero
Las calles que pertenecen a Aldea Moret son las siguientes:
| Barriada Minera          | La Abundancia           | La Paloma                      | Pol. Ind. Aldea Moret    |
| ------------------------ | ----------------------- | ------------------------------ | ------------------------ |
| Av. de la Constitución   | Av. de la Constitución  | Av. Río Tíber                  | Av. de la Constitución   |
| C/ Aliseda               | Av. Río Tíber           | C/ Germán Sellers de Paz       | Av. Juan Pablo II        |
| C/ Arroyo de la Luz      | C/ Alondra              | C/ Juan García García          | C/ Cañada                |
| C/ Barriada El Chato     | C/ Artesanos            | C/ Lucas Burgos Capdevielle    | C/ Caparrós              |
| C/ Cañamero              | C/ Canario              | C/ Río Ródano                  | C/ Malpartida de Cáceres |
| C/ Casas del Monte       | C/ Cerro de los Pinos   | Plaza Francisco García Rebollo |                          |
| C/ Hervás                | C/ Cigüeña              |                                |                          |
| C/ Jaraíz de la Vera     | C/ Garrovillas          |                                |                          |
| C/ Jarandilla            | C/ Golondrina           |                                |                          |
| C/ Logrosán              | C/ Hoyos                |                                |                          |
| C/ Malpartida de Cáceres | C/ Jesús Nazareno       |                                |                          |
| C/ Monroy                | C/ Jilguero             |                                |                          |
| C/ Montánchez            | C/ La Perdiz            |                                |                          |
| C/ Montehermoso          | C/ Luis Bravo Hernández |                                |                          |
| C/ Navalmoral de la Mata | C/ Paloma               |                                |                          |
| C/ Sancho de Figueroa    | C/ Río Danubio          |                                |                          |
| C/ Torrejoncillo         | C/ Río Elba             |                                |                          |
| C/ Villamiel             | C/ Río Po               |                                |                          |
| Plaza de España          | C/ Río Rhin             |                                |                          |
|                          | C/ Río Ródano           |                                |                          |
|                          | C/ Río Sena             |                                |                          |
|                          | C/ Río Támesis          |                                |                          |
|                          | C/ Río Tíber            |                                |                          |
|                          | C/ Río Ural             |                                |                          |
|                          | C/ Río Vístula          |                                |                          |
|                          | C/ Río Volga            |                                |                          |
|                          | C/ Santa Lucía          |                                |                          |
|                          | C/ Tórtola              |                                |                          |
|                          | Plaza Primero de Mayo   |                                |                          |